# Odontostilbe mitoptera
Odontostilbe mitoptera är en fiskart som först beskrevs av Fink och Weitzman, 1974.  Odontostilbe mitoptera ingår i släktet Odontostilbe och familjen Characidae. Inga underarter finns listade i Catalogue of Life.